# Norra Finans Arena
Norra Finans Arena, (tidigare Norra Affärs Arena, Ica Arena, Arena Polarica och Ishallen Kuben) även kallad Kuben, är en ishall i Haparanda i Norrbottens län. Ishallen var hemmaarena för Asplöven HC. Hallen har en kapacitet på ca 1 750 personer. Säsongen 2012/2013 till säsongen 2015/2016 spelade Asplöven HC i Hockeyallsvenskan.
Under 2015 avslutade Polarica samarbetet med Asplöven, och Asplöven presenterade den 11 september 2015 att man inledde ett samarbete med ett flertal Ica-handlare runt om i Sverige, och arenan döps till Ica Arena. Sponsringen av laget gjordes inte centralt från Ica, utan genom att ett flertal Ica-handlare gått samman. Under säsongen 2018/2019 bytte Ica Arena namn till Norra Affärs Arena.[källa behövs] Norra Affärs AB är ett finansiellt institut i Haparanda.